# Chorloogijn Bajanmönch
Chorloogijn Bajanmönch, född den 22 februari 1944 i Chjargas sum i Uvs-provinsen, är en mongolisk brottare som tog OS-silver i tungviktsbrottning i fristilsklassen 1972 i München. 